# Śródmieście (Orzesze)
Orzesze (Śródmieście, Centrum) – historyczna dzielnica Orzesza na jego północnym krańcu. Od zachodu graniczy z Jaśkowicami, natomiast od południa z Zawadą i Zawiścią.

## Historia
Śródmieście jest terytorialnie tożsame z dawną wsią Orzesze, wzmiankowaną już w XV wieku.
Wieś Orzesze funkcjonowała jako gmina jednostkowa za II Rzeczypospolitej w latach 1922–1939 w powiecie pszczyńskim w woj. śląskim. Została siedzibą gminy zbiorowej Orzesze, utworzonej w grudniu 1945 w powiecie pszczyńskim w woj. śląskim (śląsko-dąbrowskim). Według stanu z 1 stycznia 1946 gmina składała się z 3 gromad: Orzesze, Ornontowice i Zawada. 6 lipca 1950 zmieniono nazwę woj. śląskiego na katowickie, a 9 marca 1953 kolejno na woj. stalinogrodzkie. Według stanu z 1 lipca 1952 gmina składała się z 3 gromad: Ornontowice, Orzesze i Zawada. Gmina została zniesiona 29 września 1954 wraz z reformą wprowadzającą gromady w miejsce gmin.
Gromadę Orzesze z siedzibą GRN w Orzeszu utworzono w powiecie pszczyńskim w woj. stalinogrodzkim, na mocy uchwały nr 21/54 WRN w Stalinogrodzie z dnia 5 października 1954. W skład jednostki weszły obszary dotychczasowych gromad Zawada i Orzesze (z wyłączeniem obrębu Jaśkowice) oraz kolonia Szklarnia z dotychczasowej gromady Ornontowice (obejmująca niektóre parcele z karty 2 obrębu Ornontowice) ze zniesionej gminy Orzesze w tymże powiecie. 13 listopada 1954 (z mocą obowiązująca wstecz od 1 października 1954) gromada weszła w skład nowo utworzonego powiatu tyskiego w tymże województwie, gdzie ustalono dla niej 27 członków gromadzkiej rady narodowej.
1 stycznia 1956 gromadę Orzesze zniesiono w związku z nadaniem jej statusu osiedla. Wieś Orzesze (Śródmieście) stało się (wraz z Zawadą) integralną częścią Orzesza. 1 stycznia 1956 w związku z nadaniem gromadzie Orzesze statusu osiedla. 31 grudnia 1961 dołączono do niego Jaśkowice. 18 lipca 1962 Orzesze otrzymało status miasta.
1 stycznia 1973, wraz z kolejną reformą reaktywującą gminy, do Orzesza włączono, reaktywowano także gminę Gardawice, obejmującą Gardawice, Królówkę, Mościska, Woszczyce, Zawiść i Zgoń; należące dawniej do gminy Orzesze Ornontowice utworzyły odrębną gminę. 27 maja 1975 zniesiono gminę Gardawice, a jej obszar włączono do Orzesza.